# Championnats d'Afrique d'haltérophilie 1996
Navigation
Édition précédente Édition suivante
Les championnats d'Afrique d'haltérophilie 1996 sont la 10e édition des championnats d'Afrique d'haltérophilie. Ils se déroulent à Ismaïlia en Égypte du 8 au 17 avril 1996. 

## Médaillés
- Samson Matam (Cameroun) est médaillé d'or[1].
- Alphonse Matam (Cameroun) est médaillé d'argent[1].
- Abdel Monaim Yahiaoui (Algérie) est triple médaillé d'or en moins de 70 kg (1er à l'arraché avec 140 kg, 1er à l'épaulé-jeté avec 175 kg et 1er au total avec 310 kg)
- Azzedine Basbas (Algérie) est médaillé d'argent à l'arraché (avec 120 kg) et médaillé de bronze à l'épaulé-jeté (avec 162 kg) dans la catégorie des moins de 65 kg
- Abdelhakim Benammi (Algérie) est médaillé d'argent à l'arraché (avec 97 kg, nouveau record d'Algérie) et soulève 112 kg à l'épaulé-jeté dans la catégorie des moins de 97 kg.
- Fouad Bouzenada, en juniors, remporte deux médailles d'argent et une médaille de bronze en moins de 64 kg (soulevant 115 kg à l'arraché, 150 kg à l'épaulé-jeté et 260 kg au total.

### Effectifs
- Algérie : Abdelhakim Benammi (54kg) ; Azzedine Basbas (64kg) ; Abdel Monaim Yahiaoui (70 kg) ; Mezouar (91kg) ; Aggoune (99kg) et Benmedjeghaia (+ 108 kg) .

## Sources
- El-Djemhouria, N° 10368 du mercredi 20 mars 1996, page 22
- El-Djemhouria, N° 10391 du mercredi 16 avril 1996, page 22
- El-Khabar, N° 1625 du lundi 18 mars 1996, page 17